# Фунт Льюїса
Фунт Льюїса (англ. Lewes pound) — це місцева валюта, що використовується в місті Льюїс, Східний Сассекс, Англія. Натхненна фунтом Тотнеса і BerkShare, валюта була введена зі згоди міської ради у вересні 2008 року Transition Town Льюїса як відповідь громади на виклики зміни клімату та пік нафти.

## Історія
Льюїс вперше ввів власну валюту в 1789 році, але її обіг було припинено в 1895 році разом з низкою інших місцевих валют. Її повторне запровадження у вересні 2008 року отримало висвітлення в національних ЗМІ.
3 липня 2009 року було оголошено, що схема випуску власної валюти буде продовжена й планується випуск нових банкнот номіналом 5, 10 та 21 фунтів. Купюра номіналом 21 фунт підкреслює той факт, що п'ять пенсів з кожного купленого фунта Льюїса надходять до місцевої благодійної організації Live Lewes Fund.
Станом на  2017 рік, в обігу знаходяться банкноти таких номіналів:
- 1 фунт, зелений, без дати
- 1 фунт, зелений, 2009[4]
- 1 фунт, зелений, 2017
- 5 фунтів, синій, 2009
- 5 фунтів, синій, 2013
- 5 фунтів, синій, 2017
- 10 фунтів, жовтий, 2009
- 10 фунтів, синій, 2014
- 21 фунт, червоний, 2009

Спеціальний випуск банкнот був надрукований у середині 2014 року й приурочений до 750-річчя битви під Льюїсом.

## Курс
Вартість фунта Льюїса фіксована на рівні 1 фунта стерлінгів, і на момент січня 2023 року його можна було використовувати в будь-якому з приблизно 100 магазинів та бізнесів у Льюїсі (На момент появи валюти її приймало 70 магазинів). Незважаючи на їх номінальну вартість, деякі підприємства стягують меншу комісію в фунтах Льюїса. Деякі з найдавніших банкнот були продані на eBay за значно вищу вартість, що змусило створити офіційні колекційні набори, щоб підвищити фінансування фунта Льюїса. Коментар Інформаційного центру Lewes Pound — «Незважаючи на твердження про протилежне в The Times, очевидно, що так звана туристична приманка дійсно приманює більше відвідувачів до Льюїса, які потім витрачають гроші в місцевих ресторанах і магазинах».

## Зовнішній вигляд
На передній частині зображено зображення району Саут-Даунс із зображенням жителя Льюїса Томаса Пейна та його цитатою: «В наших силах побудувати світ заново» (англ. We have it in our power to build the world anew). На звороті зображення замку Льюїс. Банкноти друкуються на традиційному папері для банкнот і мають низку захисних елементів, включаючи унікальну нумерацію, водяні та теплові знаки.

## Критика
Фунт Льюїса та рух Transition Towns зазнали критики за неспроможність задовольнити потреби широких верств населення Льюїса, особливо нижчих соціально-економічних груп. Такі ініціативи в місцевій валюті зазнали більшої критики через обмежений успіх у стимулюванні нових витрат у місцевій економіці та як нереалістичну стратегію скорочення викидів вуглецю.